# La Joca
La Joca és una muntanya de 1.106 metres que es troba al municipi del Mas de Barberans, a la comarca catalana del Montsià.